# Blue Bloods
Pour les articles homonymes, voir Blue Blood.
Blue Bloods est une série télévisée américaine en 293 épisodes de 42 minutes créée par Robin Green et Mitchell Burgess, diffusée entre le 24 septembre 2010 et le 13 décembre 2024 sur le réseau CBS et en simultané sur le réseau CTV au Canada.
Au Québec, la série est diffusée depuis le 3 janvier 2012 sur Séries+ et est disponible sur L'Extra d'ICI TOU.TV (payant). En France, depuis le 16 février 2012 sur M6, depuis le 21 octobre 2012 sur Paris Première (saison 1) et dès le 21 août 2013 sur Série Club.

## Synopsis
Le « clan » Reagan est une famille de policiers catholiques d'origine irlandaise. Henry, le doyen de la famille, a été le chef de la police de New York. Son fils Frank lui a succédé. La tradition a perduré avec les enfants de ce dernier : Danny est inspecteur au sein de la police criminelle ; Erin est devenue substitut du procureur après avoir exercé quelques années en tant que conseil juridique ; et Jamie, le petit dernier, vient d'entrer dans la police. Quant à Joseph, qui était un des meilleurs inspecteurs en civil de la police, il est décédé dans l'exercice de ses fonctions. Sa mort pourrait être liée à la société secrète baptisée « Les Templiers de l'Ordre », regroupant des flics ripoux.

## Distribution

### Acteurs principaux
- Tom Selleck (VF : Jacques Frantz puis Michel Papineschi (saisons 11-14) puis Philippe Catoire)[n 1] : Francis « Frank » Reagan (en)
- Donnie Wahlberg (VF : Loïc Houdré) : l'inspecteur Daniel « Danny » Reagan (en)
- Bridget Moynahan (VF : Françoise Cadol) : Erin Reagan-Boyle puis Erin Reagan
- Will Estes (VF : Anatole de Bodinat) : le sergent Jameson « Jamie » Reagan (en)
- Len Cariou (VF : Thierry Murzeau ;  VF : Patrick Messe, 2e voix, saisons 13 et 14)[n 2] : Henry Reagan
- Marisa Ramirez (VF : Magali Barney) : l'inspectrice Maria Baez (depuis la saison 4 - récurrente saison 3)
- Vanessa Ray (VF : Marie-Eugénie Maréchal) : Edith « Eddie » Janko-Reagan, coéquipière et épouse de Jamie (depuis la saison 5 - récurrente saison 4)
- Steve Schirripa (VF : Gérard Surugue) : Détective Anthony Abetemarco, travail au bureau du procureur avec Erin. (depuis la saison 6)

### Anciens acteurs principaux
- Jennifer Esposito (VF : Malvina Germain ;  VF : Nathalie Karsenti, 2e voix)[n 3] : Jackie Curatola, coéquipière de Danny (saisons 1 à 3, invitée saisons 13 et 14)[6]
- Amy Carlson (VF : Josy Bernard) : Linda Reagan, femme de Danny (saisons 2 à 7, récurrente saison 1)[7]
- Sami Gayle (VF : Adeline Chetail) : Nicole « Nicky » Reagan-Boyle, fille d'Erin Reagan-Boyle récemment divorcée (saisons 2 à 9, récurrente saison 1, invitée saison 10)

### Acteurs récurrents
- Andrew Terraciano (VF : Valentin Cherbuy puis Yohann Lévy puis Nicolas Pluyaud)[n 4] : Sean Reagan, fils de Danny et Linda Reagan
- Tony Terraciano (VF : Mathéo Dumond) : Jack Reagan, fils de Danny et Linda Reagan
- Robert Clohessy (VF : Serge Blumenthal) : le sergent puis lieutenant principal Sidney Gormley
- Abigail Hawk (VF : Catherine Cipan) : l'inspecteur Abigail Baker, secrétaire de Frank Reagan
- Gregory Jbara (VF : Jean-François Kopf) : Garrett Moore
- Ato Essandoh (VF : Christophe Lemoine) : le révérend Potter (saisons 2 et 5)
- David Ramsey (VF : Daniel Njo Lobé) : le maire Carter Poole (saisons 2 à 7)
- Holt McCallany (VF : Paul Borne) : Robert McCoy (saison 5)
- James Lesure (VF : Christophe Peyroux) : Alex McBride (saisons 5 et 6)
- Latanya Richardson (VF : Isabelle Leprince) : le lieutenant Dee Ann Carver (saison 5)
- Nicholas Turturro (VF : Mark Lesser) : le sergent Anthony Renzulli, coéquipier de Jamie (saisons 1 à 6)
- Peter Hermann (VF : Constantin Pappas) : John « Jack » Boyle (saisons 3, 4, 8, 9,10, 13 et 14) : ex-époux puis époux d'Erin Reagan
- Tamara Tunie (VF : Frédérique Cantrel) : Monica Graham (saisons 7 et 8)
- Bebe Neuwirth (VF : Caroline Beaune (saison 4) puis Véronique Augereau (saison 8-9)) : Kelly Peterson (saisons 4, 8 et 9)
- James Nuciforo (VF : Gilduin Tissier) : l'inspecteur Jim Nuciforo (saisons 1, 2 et 4)
- John Ventimiglia (VF : Olivier Augrond) : Dino Arbogast (saisons 2 et 4)
- Megan Ketch (en) (VF : Sylvie Jacob) : l'inspecteur Kate Lansing (saison 3)
- Nestor Serrano : le capitaine Derek Elwood (saison 3)
- Sebastian Sozzi (VF : Philippe Bozo) : Vinny Cruz (saison 3)
- Mara Davi (en) (VF : Patricia Piazza) : Bianca Sanfino (saison 2)
- Paul Fitzgerald (VF : Mathieu Buscatto) : Anthony Deleon (saison 2)
- Eric Morris (VF : Laurent Mantel) : Noble Sanfino (saison 2)
- Fred Weller (en) (VF : Jean-Pierre Michaël) : Jacob Krystal (saison 2)
- Bruce Altman (VF : Guy Chapellier) : Frank Russo, le maire (saison 1)
- Bobby Cannavale (VF : Constantin Pappas) : Charles Rossellini (saison 1)
- Yvonna Kopacz-Wright (VF : Marjorie Frantz) : Ava Hotchkiss (saison 1)
- Dylan Moore (VF : Olivia Nicosia) : Sydney Davenport, ex-fiancée de Jamie (saison 1)
- Andrea Roth (VF : Rafaèle Moutier) : Kelly Davidson, journaliste (saison 1)
- Nick Sandow (VF : Philippe Vincent) : Alex Bello (saison 1)
- Michael T. Weiss (VF : Nicolas Marié) : Sonny Malevsky, ancien coéquipier de Joe Reagan décédé en service (saison 1)
- Stacy Keach (VF : Bernard Tiphaine ;  VF : Jean Barney, 2e voix) : le cardinal Kevin Kearns (récurrent depuis la saison 7)

### Invités
Source et légende : version française (VF) sur RS Doublage

## Développement
Le 1er février 2010, CBS commande le pilote sous le titre Reagan's Law.
Le casting a eu lieu en mars 2010, dans cet ordre : Donnie Wahlberg et Len Cariou, Tom Selleck, Flex Alexander et Dylan Moore, Will Estes et Bridget Moynahan.
Le 17 mai 2010, CBS commande la série sous son titre actuel, puis deux jours plus tard, place la série dans la case du vendredi à 22 h.
Tom Selleck s’est beaucoup impliqué dans le développement de la série. En août 2010, deux mois avant le lancement, le producteur exécutif Ken Sanzel (Numb3rs) a ainsi quitté son poste après un « conflit artistique » avec le célèbre interprète de Magnum : les deux hommes ne partageaient pas la même vision de l'émission.
En septembre 2010, Jennifer Esposito rejoint l'équipe de la série dès l'épisode 4 de la première saison, rôle devenu régulier. Elle y joue la lieutenante en civil Jackie Curatola, l'équipière de Danny Reagan.
Le 21 octobre 2010, satisfaite des audiences, CBS commande neuf épisodes supplémentaires, portant la série à 22 épisodes.
Pour la deuxième saison, Amy Carlson est promue à la distribution principale.
Durant le tournage de la saison 3, Jennifer Esposito informe la chaîne CBS que son état de santé devrait l'empêcher d'être pleinement disponible pour la série. Elle souffre en effet de la maladie cœliaque. Son état de santé avait été rendu public en octobre 2011 durant l'émission Late Show with David Letterman. Le 20 octobre 2012, CBS annonce que son personnage est écarté du tournage pour une durée indéterminée. Jennifer Esposito et CBS étaient en désaccord depuis plusieurs semaines au sujet de l'impact de son état de santé sur la série. Elle s'était en effet effondrée durant le tournage d'un précédent épisode de la saison avant d'être absente durant toute une semaine. Une nouvelle inspectrice, interprétée par Megan Ketch (en), la remplacera dans la série.
Pour la quatrième saison, Marisa Ramirez est promue à la distribution principale.
Pour la cinquième saison, Vanessa Ray est promue à la distribution principale.
Le 25 mars 2016, la série est renouvelée pour une septième saison, prévue pour l'automne 2016.
Amy Carlson (Linda Reagan) n’apparaît plus après la septième saison.
Le 23 mars 2017, la chaîne annonce le renouvellement pour une huitième saison.
Le 18 avril 2018, la chaîne annonce le renouvellement pour une neuvième saison.
Le 13 avril 2019, la série est renouvelée pour une dixième saison.
Le 6 mai 2020, la série est renouvelée pour une onzième saison.
Le 15 avril 2021, la série est renouvelée pour une douzième saison.
Le 26 avril 2022, la série est renouvelée pour une treizième saison.
Le 29 mars 2023, la série est renouvelée pour une quatorzième saison. 
Le 20 novembre 2023, la série est annulée après quatorze saisons. La 14e et dernière saison est diffusée en deux parties : 10 épisodes de février à mai 2024 puis 8 épisodes d'octobre à décembre 2024,.

## Audiences

### Aux États-Unis
- L'épisode le plus vu de la série est le premier épisode de la première saison qui a été vu par 13,01 millions de téléspectateurs[34].
- L'épisode le moins regardé est le neuvième épisode de la quatorzième saison, qui a été vu par 5,15 millions de téléspectateurs[35].

| Saisons | Nombre d'épisodes      | Jour et heure de diffusion | Diffusion originale sur CBS | Diffusion originale sur CBS | Année     | Audiences (en millions) | Audiences (en millions) | Audiences (en millions) | Rang |
| Saisons | Nombre d'épisodes      | Jour et heure de diffusion | Début de saison             | Fin de saison               | Année     | Première                | Finale                  | Moyenne à J+7           | #    |
| ------- | ---------------------- | -------------------------- | --------------------------- | --------------------------- | --------- | ----------------------- | ----------------------- | ----------------------- | ---- |
| 1       | 22                     | Vendredi à 22 h            | 24 septembre 2010           | 13 mai 2011                 | 2010-2011 | 13.01                   | 11.79                   | 12.58                   | 19   |
| 2       | 22                     | Vendredi à 22 h            | 23 septembre 2011           | 11 mai 2012                 | 2011-2012 | 12.06                   | 10.73                   | 12.15                   | 22   |
| 3       | 23                     | Vendredi à 22 h            | 28 septembre 2012           | 10 mai 2013                 | 2012-2013 | 11.22                   | 10.30                   | 13.16                   | 14   |
| 4       | 22                     | Vendredi à 22 h            | 27 septembre 2013           | 9 mai 2014                  | 2013-2014 | 11.70                   | 11.78                   | 13.63                   | 10   |
| 5       | 22                     | Vendredi à 22 h            | 26 septembre 2014           | 1er mai 2015                | 2014-2015 | 10.88                   | 11.28                   | 13.77                   | 13   |
| 6       | 22                     | Vendredi à 22 h            | 25 septembre 2015           | 6 mai 2016                  | 2015-2016 | 10.08                   | 10.10                   | 13.07                   | 10   |
| 7       | 22                     | Vendredi à 22 h            | 23 septembre 2016           | 5 mai 2017                  | 2016-2017 | 10.55                   | 9.24                    | 14.07                   | 8    |
| 8       | 22                     | Vendredi à 22 h            | 29 septembre 2017           | 11 mai 2018                 | 2017-2018 | 10.04                   | 8.88                    | 13.09                   | 12   |
| 9       | 22                     | Vendredi à 22 h            | 28 septembre 2018           | 10 mai 2019                 | 2018-2019 | 8.79                    | 8.48                    | 12.83                   | 8    |
| 10      | 19                     | Vendredi à 22 h            | 27 septembre 2019           | 1er mai 2020                | 2019-2020 | 7.85                    | 8.52                    | 11.96                   | 7    |
| 11      | 16                     | Vendredi à 22 h            | 4 décembre 2020             | 14 mai 2021                 | 2020-2021 | 6.44                    | 7.07                    | 10.16                   | 8    |
| 12      | 20                     | Vendredi à 22 h            | 1er octobre 2021            | 6 mai 2022                  | 2021-2022 | 6.30                    | 6.23                    | 9.78                    | 6    |
| 13      | 21                     | Vendredi à 22 h            | 7 octobre 2022              | 19 mai 2023                 | 2022-2023 | 6.40                    | 5.78                    | 9.40                    | 5    |
| 14      | Partie 1 (10 épisodes) | Vendredi à 22 h            | 16 février 2024             | 17 mai 2024                 | 2023-2024 | 5.67                    | 5.25                    | 8.45                    | 9    |
| 14      | Partie 2 (8 épisodes)  | Vendredi à 22 h            | 18 octobre 2024             | 13 décembre 2024            | 2024-2025 | 5.02                    | 5.86                    |                         |      |

## Univers de la série

### Personnages
Henry Reagan père, grand-père et arrière-grand-père du clan Reagan, Henry Reagan est le doyen de la famille Reagan. Il était chef de la police de New York tout comme son fils, dans les années 1980 jusqu’à ce qu’il démissionne de ce poste pour des raisons politiques un peu louches… Il vit dans la maison familiale avec Frank, son fils unique. On apprend dans un épisode que le couple a perdu un fils à l'âge de 18 mois avant d'avoir Franck, d'où leur souhait de ne pas avoir d'autre enfant.
Betty Riley-Reagan (décédée) était l'épouse d'Henry et la mère de Frank. Née Riley, on peut lire sur sa pierre tombale qu'elle est née un 18 octobre (1925 ?) et qu'elle est décédée le 2 décembre 2001.
Francis « Frank » Reagan est le chef de la police de la ville de New York. Il dirige son département aussi fermement que sa famille. Veuf, il vit avec son père, Henry Reagan. Frank a eu 4 enfants avec sa femme, Mary : Daniel « Danny » (Policier), Erin, (Substitut du procureur), Joseph « Joe » (Policier, décédé) et Jamison « Jamie » (Policier). Tout comme son père et son fils ainé, Danny, Frank, avant d'être policier à New York, a servi dans le corps des marines et a fait la guerre du Vietnam. Son charisme, sa confiance et sa poigne de fer font de lui un homme à la fois craint et respecté. Il est très protecteur envers les siens surtout avec sa fille, Erin, mais aussi envers les policiers sous ses ordres.
Mary Margaret Reagan (décédée le 14 septembre 2005) était l'épouse de Frank. Née le 28 avril 1955 (date inscrite sur sa tombe), Frank la décrit comme une femme forte qui savait ce qu'elle voulait. Mère attentionnée, elle ne voulait pas que son petit dernier, Jamie, suive la voie des autres hommes Reagan et intègre aussi la police. Elle a toujours laissé croire qu'elle n'aimait pas la Saint-Valentin car elle ne pouvait pas supporter qu'on lui impose une date pour prouver son amour. Cependant, après son décès, Frank a trouvé une boîte dans laquelle Mary avait soigneusement gardé les lettres de Frank pour la Saint-Valentin. Mary était la présidente de la fondation du fond pour l’enfance.
Daniel « Danny » Reagan est l'aîné des enfants de Frank et Mary Reagan. Inspecteur à la Criminelle de New York depuis une quinzaine d’années, c'est également un ancien des "Marines" et c'est un ancien de la guerre d’Irak. Bien que très efficace, Danny reste controversé tant auprès de sa hiérarchie qu’auprès de sa famille à cause de ses méthodes souvent peu académiques. Il vit à Staten Island avec sa femme Linda, qui travaille comme infirmière dans un hôpital public à New York et leurs deux garçons Jack et Sean. Il vit un dilemme : il porte un grand amour à sa femme, adore ses enfants mais doit sacrifier le temps auprès d'eux pour faire son métier qui est une vraie passion.
Erin Reagan est la deuxième enfant et unique fille de Frank et Mary Reagan. Très à cheval sur les lois, elle est l’une des meilleures substituts du procureur du district de Manhattan. Elle combat la délinquance mais également les méthodes policières parfois en limite du droit. Sortie d'un divorce compliqué (son ex-mari, Jack Boyle, est avocat), elle élève seule sa fille, Nicky, et sert de pilier au sein de la famille Reagan.
Joseph « Joe » Conor Reagan (Décédé le 15 mai 2009) était le troisième enfant de Frank et Mary. Né le 6 juin 1977, il était très proche d'Erin étant enfant. Comme les autres hommes de la famille, Joe était dans la police de New York. Il a été formé par Anthony Renzulli, l'ancien mentor et superviseur de Jamie. Très respecté au sein de la police de New York, il a été tué au cours d'une intervention. On apprend dès le premier épisode que Joe était infiltré au sein d'une confrérie de policiers ripoux appelée "Les Templiers de l'ordre". Sur le point de découvrir l'identité de tous les membres, il a été découvert et assassiné par un membre de cette confrérie. Lors du dernier épisode de la première saison, on apprend que son meurtrier était son propre coéquipier, l'inspecteur Sonny Malevsky.
Jamison « Jamie » Reagan est le petit dernier de Frank et Mary Reagan. Il est le premier Reagan à avoir été admis au concours très sélectif d'Harvard et y a fait des études de droit, pour le plus grand plaisir de sa mère qui voulait absolument l’éloigner de la police. Après le décès de son frère, Joe, il abandonne le droit pour intégrer l’académie de police de New York. Fiancé à une jeune juriste, Sydney Davenport, Jamie va vite devoir faire des choix dans sa nouvelle carrière. Dans l'épisode 8, « La peur du dragon », Sydney le quittera.
Jamie et Eddie sa coéquipière depuis la saison 4 ont une relation ambiguë, oscillant entre amitié forte et sentiments amoureux. Eddie a un certain caractère, ce qui n'est pas sans déplaire à Jamie. Ils officialisent leur fiançailles à la fin de la saison 8.
Linda Reagan (décédée le 28 mai) est l'épouse de Danny Reagan. Disponible, compréhensive et aimante, elle élève ses fils Jack et Sean tout en gérant un mari au caractère difficile qui doit souvent s'absenter pour le travail. Elle est infirmière aux urgences dans un hôpital de New York.
Jack & Sean Reagan sont les deux fils de Linda et Danny. Ils sont les plus jeunes du clan Reagan. Ils veulent toujours tout savoir et qu'on leur explique ce qu'ils ne comprennent pas ; de fait, leurs interrogations franches et directes lors du repas familial du dimanche embarrassent parfois les adultes. Jack est étudiant.
Nicole « Nicky » Boyle est la fille d'Erin Reagan-Boyle. Ses parents ont vécu un divorce sous tension, ce qui change la vie de l'adolescente. Nicky est une jeune fille têtue avec un fort caractère qui tient à ses propres idéaux, à l'image de sa famille. Elle évoque parfois l'envie de devenir avocate ou policière.
Anthony Renzulli est le sergent et partenaire de patrouille de Jamie pendant les deux premières saison. Il est plutôt blagueur avec lui et fait de son mieux pour lui apprendre les ficelles du métier. Anthony a travaillé avec Joe Reagan et est très apprécié du chef de la police, père de Jamie. Il est marié mais on ne sait pas s'il a des enfants.
Jackie Curatola, lieutenant de police, est, dans la saison 1, la partenaire dure à cuire et débrouillarde de Danny. Ils ont travaillé ensemble à la brigade des stupéfiants de Manhattan à leurs débuts. Elle fait partie des rares personnes à percer la carapace de l’aîné des Reagan.
Lorsque le tempérament de feu de Danny menace d’exploser lors de situations critiques, le calme de Jackie prend souvent le dessus. Être la partenaire du fils du chef de la police a ses inconvénients, mais Jackie est traitée en retour avec loyauté et respect, deux choses qu’elle a du mal à trouver dans sa vie personnelle. Elle finit par démissionner. On la revoit dans le dernier épisode de la saison 13 et apprenons qu'elle a pris la tête de la Police d'une petite ville de banlieue New-Yorkaise. Danny et Maria devant y aller, pour leur enquête sur un serial killer.
Edith « Eddie » Janko-Reagan, officier de police débutante au début de la saison 4, elle devient le troisième partenaire de Jamie après la mort de son ancien coéquipier, la première à avoir moins d'expérience que lui. Jamie et elle ont une relation ambiguë, oscillant entre amitié forte et sentiments amoureux. Eddie a un certain caractère, ce qui n'est pas sans déplaire à Jamie. Ils officialisent leur fiançailles à la fin de la saison 8.
Maria Baez, Coéquipière de Danny à partir du milieu de la saison 3, à la suite du départ de Jackie. Elle a un frère "Javie" (Javiere), qui meurt dans la saison 5 (épisode 1) en s'interposant devant sa sœur lors d'un échange de coups de feu.

## Diffusion française
La diffusion de la série débute le 16 février 2012 sur M6, soit 2 ans après son lancement, avec trois épisodes. Et en moyenne, les premiers ont attiré 3 millions de téléspectateurs, dont 20,1 % auprès des ménagères de moins de 50 ans. Mais le jeudi suivant, l'audience chute pour atteindre les 2,6 millions de téléspectateurs. La troisième semaine, ils ne sont plus que 2,4 millions en compagnie du clan Reagan. La saison 1 s'achève le 29 et est ensuite rediffusée sur Paris Première. Série Club la rediffuse, elle aussi, et enchaîne avec la saison 2 inédite. M6 se décide à diffuser la saison 2 (inédite sur son antenne) à partir du 4 janvier 2014, les samedis désormais (auparavant diffusée les jeudis) en prime-time. Après un démarrage autour des 3 millions de téléspectateurs, l'audience chute fortement face à la concurrence de The Voice, la plus belle voix. Censée quitter l'antenne après l'épisode 2.15 pour être remplacée par Hawaii 5-0, M6 déprogramme plus tôt la série pour la remplacer par des rediffusions de NCIS : Enquêtes spéciales. Depuis le 21 août 2013, Série Club a repris la diffusion en diffusant ses trois premières saisons. La saison 4 est suivie quelques mois plus tard et la saison 5 débute le 7 janvier 2016.
La saison 3 a été diffusée sur M6 du 9 juillet au 6 août 2016.
La saison 4 est diffusée sur M6 à partir du 13 août 2016.
La saison 5 est diffusée sur W9 à partir du 2 juillet 2017.
La saison 6 est diffusée sur Série Club à partir du 5 janvier 2017.
La saison 7 est diffusée sur Série Club à partir du 4 janvier 2018.
La saison 8 est diffusée sur Série Club à partir du 12 janvier 2019.
La saison 9 est diffusée sur Série Club à partir du 3 janvier 2020.
La saison 10 est diffusée sur Série Club à partir du 6 janvier 2021.
La saison 11 est diffusée sur Série Club à partir du 3 mars 2022. À la suite du décès de Jacques Frantz, le 17 mars 2021, Tom Selleck y est doublé par Michel Papineschi.